# ギュンター・リトフィン
ギュンター・リトフィン（ドイツ語: Günter Litfin, 1937年1月19日 – 1961年8月24日）は、東ドイツ（当時）に住んでいた人物であり、ベルリンの壁脱出失敗による最初の殺人被害者
である。東ベルリンに住んでいたリトフィンは、西ベルリンで仕立て屋として働いていた。1961年夏、西ベルリンの職場近くに移住を計画していたが、8月13日の「ベルリンの壁」建設によって職も新居も失う結果となった。リトフィンは西ベルリンへの脱出を試みたが、運河内で射殺された。2000年に生地にある通りが「リトフィン通り」と改称された。2003年には実弟によって、現場近くに事件を伝える資料館が開かれた。

## 経緯

### 事件発生前
ベルリン、ヴァイセンゼーの生まれ。食肉マイスターだった父親は、第二次世界大戦の終結後にドイツキリスト教民主同盟（CDU）のメンバーとなった。1948年にCDUはその独立性を失い、ドイツ社会主義統一党（SED）の衛星政党と化してヤーコプ・カイザーなど政党幹部が西側に逃れる結果となった。リトフィンの父親はCDUの支持を拒否した。リトフィンと弟のユルゲンも父親と同様に、東ベルリンで非合法政党として活動していたドイツキリスト教民主同盟に1957年に入党したとされる。
ベルリンの壁が建設される直前には多くの東ベルリン市民が西ベルリンで働いていて、その数は約53,000人あるいは約90,000人と推定されている。彼らは日常的に境界線を越えて西ベルリンと東ベルリンを往復していた。リトフィンもその中の1人で、仕立て屋としての職業訓練を修了して西ベルリンのベルリン動物園駅近くにある流行服飾の専門店で働いていた。リトフィンの母親は病弱だったため、東ベルリンに属するヴァイセンゼーで同居を続けていた。
1961年夏にリトフィンは西ベルリンへの移住を計画し、職場近くのスアレス通りに新居を構えることにした。リトフィンと弟のユルゲンは8月12日の夜更けまで新居の整理をして、深夜のSバーンで東ベルリンに戻った。8月12日深夜に運行されたSバーンは、結果的に東西のベルリンを結ぶ最後の電車であった。
8月13日の早朝から、エーリッヒ・ホーネッカー（後に第3代国家評議会議長を務めた）の指揮によってベルリンの壁の建設が開始された。壁の建設開始によって東西のベルリン往来は一律に禁じられ、西ベルリンで働いていた多くの東ベルリン市民が失業を強いられた。リトフィンもその例外ではなく、彼は職も新居も失う結果となった。

### 事件の発生
リトフィンは西ベルリンへの移住を断念せず、自転車に乗って壁の建設現場を調べ始めた。彼の目的は、壁を越えることが可能な地点を探すことにあったが、母親や弟にはその思いを伝えることはなかった。ただし、リトフィンの伝記によると2人はその決意を感づいていたという。
1961年8月24日の午後4時過ぎ、リトフィンはベルリン＝シュパンダウ運河のほとりを歩いていた。彼がSバーンの橋付近まで歩みを進めたところで、橋上で警備していた交通警察の警官に発見され、制止の声がかかった。リトフィンは命令に従わず、運河に飛び込んだ。20メートルほど泳いだところで警官は威嚇のために何度か警告の射撃を行ったが、別の警官の自動小銃の射撃が、リトフィンに致命傷を与えた。銃弾は首から顎を貫通し、リトフィンの身体は水底へと沈んだ。
銃声は西ベルリン側にも届き、300人以上の市民が対岸に集まった。リトフィンの遺体は市民たちや兵士などが見守る中で、午後7時10分頃に制服警官5人によって運河から引き上げられ、船着き場に収容された。数日後、80人ほどが列席をしてリトフィンは埋葬された。
弟のユルゲンは、リトフィン殺害時の状況について次のように証言している。
リトフィンを射撃した警官2名は、脱出を食い止めた功労者として東ドイツ政府から表彰を受けた。彼らは記念品として時計を受け取り、200マルクの賞与をも得た。この2名はドイツ再統一後に殺人罪で起訴されて有罪となったが、執行猶予つきの判決だったため刑務所への収監は行われなかった。

### 反響とその後

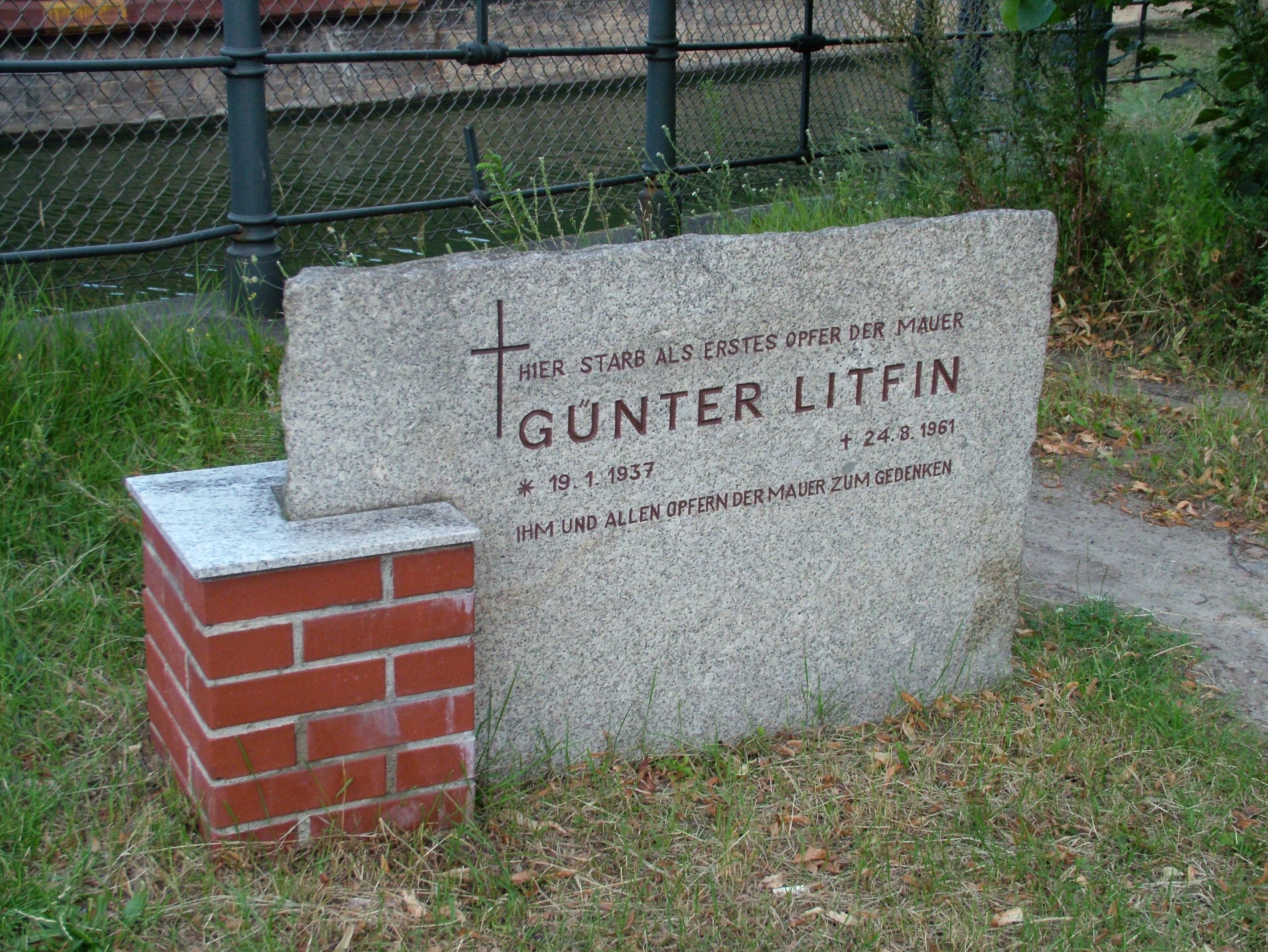
事件現場近くにあるギュンター・リトフィンの慰霊碑、2007年撮影。

リトフィンの死は、東西両陣営に大きな衝撃を与えた。西側諸国はリトフィンを共産主義の犠牲者とみなし、その残虐性を非難した。東ドイツは当初沈黙していたが、ノイエス・ドイチュラント紙（SED機関紙）は1週間ほどして事件について報道した。ただし、その内容はリトフィンに対する不当な非難と射殺の正当性を強調するものであった。
ノイエス・ドイチュラント紙の報道ではリトフィンが西ベルリンの流行服飾専門店で働いていたことを取り上げて、彼が西側の悪影響を受けて堕落した「同性愛者」であったと決めつけていた。ノイエス・ドイチュラント紙は、リトフィンが出国ビザを申請することも可能だったとしたが、実際のところは出国できる可能性が全くないものであった。
ドイツ再統一後の2000年、旧東ベルリンの生地ヴァイセンゼーにある通りが「リトフィン通り」と改称された。ただし、この改称については住民及び旧東ドイツの独裁政党SEDの流れをくむ民主社会党（PDS）からの反対があったという。2003年8月24日、弟ユルゲンによって現場近くに事件を伝える資料館が開かれた。この資料館は、キーラー通りにある旧国境警備隊の監視塔をベルリン市から借りて開設したものである。年金生活者となったユルゲンは、資料館を訪れる見学者に対して日々事件を語り続けていた。なお、事件現場の近くにもリトフィンの慰霊碑が建てられている。
ベルリンの壁での死亡者は、ポツダム歴史研究センターの調査（2006年）によれば125人、2009年8月のベルリンの壁記念館などの調査によれば136人になるという。死亡者の中には、事故死者及び逃亡の意図がないのに誤って殺害された30人と、逃亡者や逃亡幇助者などの反撃によって死亡した国境警備兵8人も含まれている。リトフィンはベルリンの壁脱出失敗による最初の殺人被害者であり、最後に殺人被害者となったのはクリス・ギュフロイ（当時20歳）で、1989年2月5日のことであった。ギュフロイの殺害は、ベルリンの壁が崩壊するわずか9か月前に起きた事件だった。